# Jigoku Shōjo
Jigoku Shōjo (地獄少女, La noia de l'infern), conegut també com a Hell Girl, és una sèrie d'anime produïda per Aniplex i Studio DEEN el 2005. Gràcies a la bona acceptació que va tenir entre el públic japonès es van produir dues temporades més de la sèrie, Jigoku Shōjo Futakomori (地獄少女 二籠, La noia de l'infern: Dos miralls) el 2006 i Jigoku Shōjo Mitsuganae (地獄少女 三鼎, La noia de l'infern: Tres receptacles) el 2008. La sèrie ha estat adaptada a un manga que es publica mensualment en la revista Nakayoshi i a un dorama de 12 episodis estrenat finals de 2006.
La sèrie tracta d'un sistema de retribució divina que les persones amb greuges poden contactar i que sembla que ha estat en funcionament des de temps immemorials. En l'actualitat funciona a través d'una pàgina web a la qual la persona agreujada accedeix posant el nom de qui es vol venjar. La protagonista, Enma Ai, és l'encarregada de contactar amb la persona agreujada i signar-hi el contracte. La retribució es duu a terme un cop signat el contracte i, al final, s'acaba enviant l'ànima del condemnat a l'infern. Com a contrapartida, però, l'ànima del contractant també anirà a l'infern quan aquest es mori.